# Олімпійці (Marvel Comics)
Олімпійці (англ. Olympians) — вигадана раса, що з'являється в коміксах американського видавництва Marvel Comics. Ці персонажі засновані на дванадцяти олімпійцях та інших божествах класичної міфології. На початку 1960-х років подвиги асґардійців Тора та його лихого брата Локі продемонстрували, що актуалізація давніх міфів може знову завоювати читачів. У 1965 році Стен Лі та Джек Кірбі представили олімпійців у щорічнику «Journey into Mystery Annual» #1.
Олімпійці з'явились на широкому екрані у фільмі «Тор: Любов і грім» (2022), що входить до кіновсесвіту Marvel.

## Вигадана історія
Олімпійці — це раса позавимірних істот, які володіють різноманітними містичними надлюдськими здібностями, яким колись поклонялися цивілізації, зосереджені на Середземному, Егейському, Іонічному, Тірренському та Лігурійському морях або навколо них, такі як Греція, Римська імперія та частини Єгипту та Туреччини, як богам приблизно з 2500 року до нашої ери до приблизно 500 року нашої ери. Олімпійці пов'язані з кожним іншим пантеоном богів, яким коли-небудь поклонялися на Землі, такими як асґардійці і боги Геліополя (Стародавній Єгипет), тому що Гея, дух, який представляє життя на Землі, була матір'ю першої раси богів, що з'явилася на Землі. Різні пантеони, які існують сьогодні, є нащадками цих попередніх богів. Вважається, що олімпійці народилися десь на Землі, але нині проживають в іншому вимірі, який прилягає до Землі, відомому як Олімп. Один з відомих входів до цього царства насправді знаходиться на вершині гори Олімп у Греції.

## Поза коміксами

### Кіно

#### Кіновсесвіт Marvel
- Олімпійці з'являються у фільмі «Тор: Любов і грім» разом із Зевсом у виконанні Рассела Кроу[8], Діонісом у виконанні Саймона Рассела Біла[9] та Геркулесом у виконанні Бретта Ґолдштейна[10]. Зевс і Діоніс з'являються як члени Божої ради.